# Infantería de Marina de Colombia
La Infantería de Marina de Colombia es un cuerpo de tropa de la Armada Nacional que cuenta con aproximadamente 22.000 efectivos, haciendo de este el segundo cuerpo de Infantería de Marina más grande del mundo. Actualmente tiene asignada la custodia de 40 mil km² de tierra, y también está presente en 8.865 kilómetros de ríos navegables.
La Infantería de Marina desarrolla operaciones en la jurisdicción terrestre asignada a la Armada, en los litorales Caribe y Pacífico, en el territorio insular y en los ríos de Colombia, donde su capacidad de fuerza anfibia le permite ejercer el control fluvial y terrestre en su jurisdicción y apoyar con eficiencia las fuerzas navales cuando estos lo requieran.
Actualmente las Fuerzas Especiales de la Infantería de Marina de la Armada Nacional están consideradas como uno de los cuerpos de asalto, rescate y combate más eficientes del continente americano. En su historial reciente cuentan con múltiples operaciones reales en los ámbitos marítimo-fluvial y terrestre, e incluso de asalto aéreo, que han realizado con éxito para neutralizar o abatir organizaciones al margen de la ley como las FARC, ELN, narcotraficantes, paramilitares, jefes de Bacrim y delincuentes de distinto tipo, también es la encargada junto a las otras dos fuerzas militares de la protección de la nación ante una agresión interna y externa.

## Historia

### Orígenes

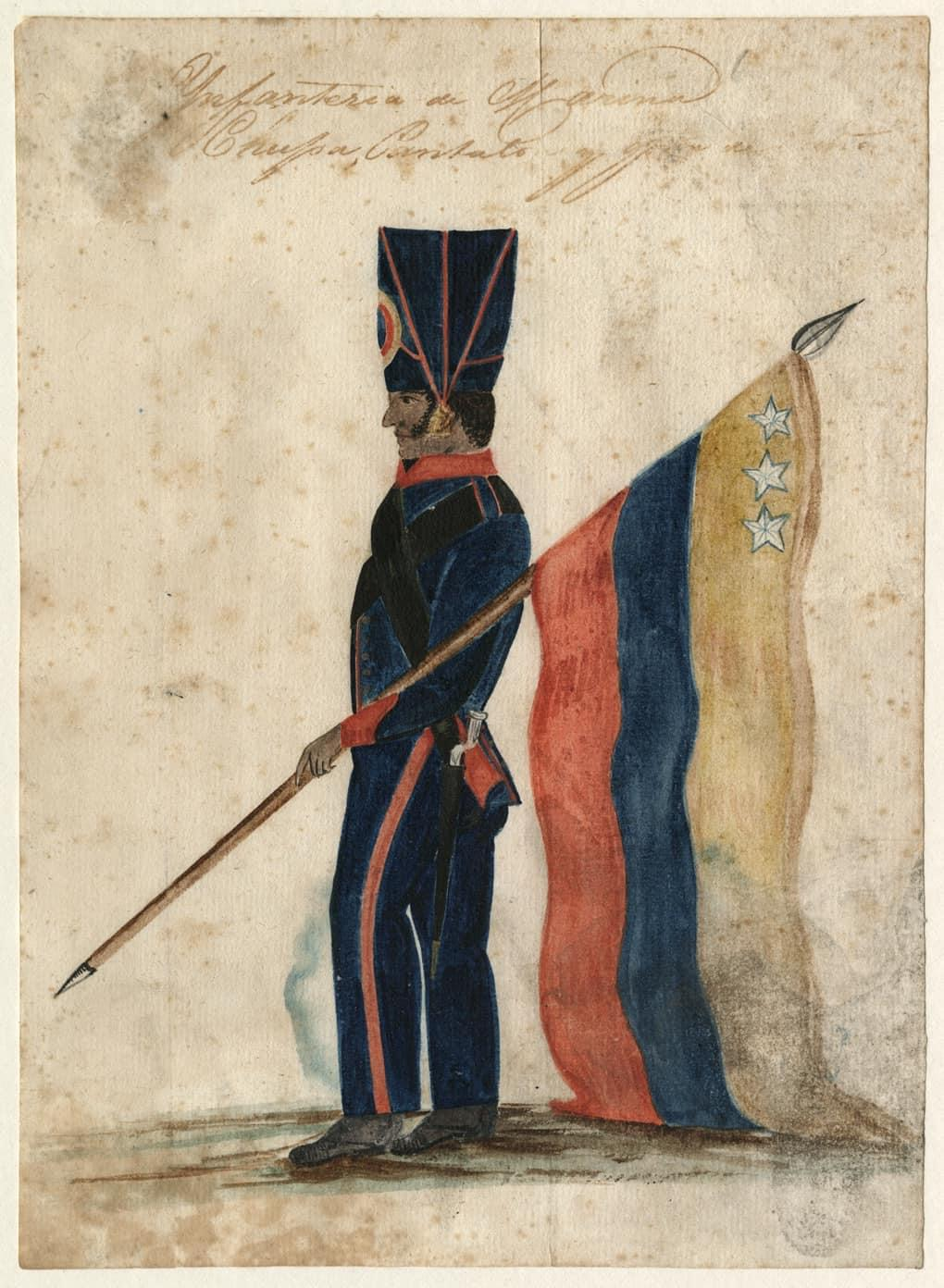
Uniforme del Abanderado del Batallón Infantería de Marina en 1823.

En los albores de la guerra de la Independencia, y ante la fehaciente necesidad de tener un cuerpo de tropa que complementara y prolongara las acciones navales a las costas, el señor vicepresidente de la República de Colombia y General de División de los Ejércitos de la República Francisco de Paula Santander, promulgó el Decreto del 22 de julio de 1822, creando el primer Batallón de Infantería de Marina, el cual estaría compuesto por ocho Compañías distribuidas en tres de los cuatro Departamentos de Marina existentes en la época.
Por tal virtud se aprueba el decreto del 29 de octubre de 1822, nombrando y ascendiendo a quienes serían los primeros Oficiales de Infantería de Marina, destinándolos a las diferentes Compañías, dentro de los cuales se destaca el señor capitán Diego Antonio García, comandante de la Sexta Compañía, oficial más antiguo, quien sería el primer Comandante de Infantería de Marina en ese entonces.
Así mismo se conocen los nombre del señor capitán José de los Santos Prados asignado a la Séptima Compañía, y el subteniente Joaquín García asignado a la Sexta Compañía, quienes posteriormente serían destacados héroes de la Batalla Naval del Lago de Maracaibo. Sin embargo, después de la campaña de Maracaibo, cesaron las actividades de la Infantería de Marina y se generó un largo paréntesis en su historia.

#### Batalla naval del lago de Maracaibo
Aunque casi se tenía el dominio total de las costas, la ciudad de Puerto Cabello continuaba en manos de los españoles y su Comandante el General Francisco Tomás Morales pretendía por todos los medios ampliar sus dominios, razones por las cuales el Libertador ordenó su bloqueo inmediato. Ya se creía consolidada la independencia de Colombia, y la rendición de Puerto Cabello era inminente.
Antes de iniciar la más dura batalla, Padilla fue de buque en buque leyendo la siguiente arenga: “Compañeros: la puerta del honor está abierta; el enemigo nos atrae y nosotros lo esperamos. ¿Qué mayor gloria podríamos desear? Superiores en fuerza, valor y decisión, ¿Le temeremos? ¡No! Ni el General Padilla ni los bravos."

### Reactivación
Aunque en las batallas de independencia la Infantería de Marina adelantó operaciones propias de su naturaleza, en la historia no aparece como tal. 
A consecuencia del conflicto con el Perú de 1932, se entendió la necesidad de contar con Fuerzas Anfibias Especializadas y se pensó en reactivar un cuerpo de tropa especializado en seguridad y en misiones expedicionarias. De esta manera, en 1935 se incorporó un primer contingente de 120 hombres, quienes tuvieron la responsabilidad de diseñar y ejecutar la primera doctrina de Operaciones Anfibias.
La Infantería de Marina actual inició sus labores el 12 de enero de 1937 en la ciudad de Cartagena de Indias, con la organización de dos Compañías de Infantería de Marina asignadas a la Base Naval MC “Bolívar” y a Puerto Ospina, Putumayo.
El 8 de marzo de 1940 se autoriza el primer Batallón de Infantería de Marina, con tres compañías para cubrir Bolívar, Putumayo y San Andrés Islas; posteriormente en 1943 se asigna personal para las bases de Buenaventura, Barranquilla, Puerto Leguízamo y los Llanos Orientales.
En 1944 se crea una Compañía de armas pesadas y se traslada el Batallón a las instalaciones contiguas al convento San Pedro Claver en Cartagena; así mismo en 1952, asignan misiones a la Infantería de Marina en la Fuerza Naval del Oriente, debido a la aparición de subversivos en esta zona. Un año más tarde se incrementan los cuadros con el ingreso de oficiales y suboficiales procedentes del Ejército, quienes después de un tiempo hacen su respectiva homologación, y luego su escalonamiento conforme a lo dispuesto dentro de los estatutos internos de la Infantería de Marina.
En julio de 1955, se preparan las primeras tropas de desembarco de acerbo a las doctrinas de la Guerra Anfibia, gracias a la instrucción de Oficiales y Suboficiales en los Estados Unidos y a la misión estadounidense destinada para el adiestramiento de las unidades en las respectivas doctrinas.
El 9 de abril de 1956, se funda la Escuela de Suboficiales de la Infantería de Marina, con sede en Turbaco (Bolívar); luego se traslada a Ternera (Cartagena); y actualmente funciona en Coveñas, Sucre.
En 1956 por primera vez entra en combate un grupo de Infantes de Marina. En la zona de Roncesvalles, Tolima, y a sus alrededores se enfrentan a un grupo armado muy superior en número.
Una nueva dimensión de combate aparece en 1957, en Puerto Leguízamo, donde se crean los Comandos de selva, la primera Unidad denominada Flotilla Avispa, la que da origen a las Unidades de Operaciones en los ríos y cuerpos de agua en el territorio nacional.
El 3 de julio de 1958, se gradúan en la Escuela Naval de Cadetes los primeros ocho subtenientes de Infantería de Marina.
En 1964, se crea la Dirección de Infantería de Marina y a partir de 1967, se denomina Comando de Infantería de Marina.

### Creación de la Brigada de Comandos Anfibios (Fuerzas Especiales de I.M.)
La Brigada de Comandos Anfibios son las Fuerzas Especiales de la Infantería de Marina. Su misión es la de ejecutar operaciones de comandos en apoyo de operaciones navales, terrestres, aéreas o de contrainsurgencia con el propósito de facilitar el logro de objetivos tácticos y estratégicos.
La especialidad de Comando Anfibios o Grupo Especial de la Armada, nace en el año de 1967, liderados e impulsados por el Capitán de Infantería de Marina Jaime Arias Arango de acuerdo al plan de Instrucción y Entrenamiento, Gestado por el entonces Coronel Jorge Sánchez R; comandante de la Infantería de Marina de Colombia y Gestor del Plan de Instrucción y Entrenamiento PIE-008.
Lo acompañaron en este proyecto y terminaron como Comandos Anfibios e Instructores de Comandos en su primera promoción los siguientes cuadros:
- Capitán de Infantería de Marina Jaime Arias Arango.
- Teniente de Infantería de Marina Daniel Bernal Suaza.
- Sargento de Infantería de Marina Jorge Vélez J.
- Sargento de Infantería de Marina Guillermo Moreno P.
- Sargento de Infantería de Marina Orlando Sánchez
- Sargento de Infantería de Marina Óscar Olarte B.
- Sargento de Infantería de Marina Humberto Rivera R.
- Sargento de Infantería de Marina Benhur De la Cuesta G.
- Cabo Primero de Infantería de Marina Daniel Cervera Lenis.

Los primeros Buzos Tácticos de Combate RADS (Reconocimiento Anfibio y Demoliciones Submarinas)"
- Teniente Infantería de Marina Daniel Bernal Suaza.
- Teniente Infantería de Marina Amadeo González Correa.
- Sargento Vice-primero Infantería de Marina Jorge Vélez Jaramillo.
- Sargento Segundo Infantería de Marina Benhur de la Cuesta García.
- Cabo Primero Infantería de Marina Hernando Patiño García.
- Cabo Primero Infantería de Marina Ricardo Sierra Cepeda.

El capitán de Infantería de Marina Jaime Arias Arango fue el líder, impulsor y pionero de la Unidad Élite de Comandos Anfibios. Por su dedicación y empeño se hizo famoso, convirtiéndose en un ejemplo de vida.
El capitán Arias Arango falleció a la temprana edad de 37 años, el 26 de septiembre de 1970, cuando colocaba una mina submarina a diez metros de profundidad, en el Buque Mosquera Bahía Interna de Cartagena Área de Boca grande. La mina se encontraba en proceso de experimentación y al parecer el mecanismo se accionó antes de tiempo. Sus compañeros consideraron que su hazaña fue heroica, digna de ser perpetuada, por ello bautizaron con su nombre un Buque Dique y le erigieron un busto en Cartagena con su nombre y los nombres de quienes lo acompañaron en esta inolvidable gesta nacida en la Ciudad Heroica. 
De acuerdo con el pénsum académico, recibieron en la Escuela de Entrenamiento e Instrucción del Ejército Nacional de Colombia - Escuela de Formación para el Combate - los siguientes entrenamientos:
- Lanceros o de Supervivencia y Combate en entorno agreste.
- Inteligencia Militar
- Paracaidismo
- Reconocimiento Anfibio y demoliciones Submarinas (RADS)

Al finalizar la etapa de mar fueron seleccionados por el grupo Móvil SEAL TRAINING Nº 2 del Cuerpo de Marines de los Estados Unidos seis hombres de los más destacables en las unidades de comando locales; quienes luego recibieron entrenamiento especial como Buzos de Combate (Scuba).
Estos entrenamientos se recibieron durante todo el año de 1967 y al finalizar recibieron el título de Comandos Anfibios.
En la década de los 80 ante el resurgimiento de la subversión armada y el recrudecimiento de la violencia, la Armada Nacional adquiere mayores responsabilidades en las costas, en las fronteras del sur y del oriente y en la red fluvial. Por ello la Agrupación de Fuerzas Especiales se transformó en Batallones y sus Comandos Fluviales se destinaron al Guaviare, el Meta y el Orinoco, con el fin de reconquistar estas arterias fluviales utilizadas por elementos al margen de la ley.

### Historia reciente
En la historia reciente la Infantería de Marina ha sido la encargada de convertir los ríos en campos de batalla contra las guerrillas, grupos paramilitares y organizaciones de los narcos incrementado la presencia de la fuerza pública y el control del Estado.
En 1989 se crea y activa la Fuerza Naval Fluvial, con sede en Bogotá dependiente de la Jefatura de Operaciones Navales y se reorganizan las flotillas fluviales de Oriente con Puesto de Mando en Puerto Carreño y del Magdalena con Puesto de Mando en Barrancabermeja, que agrupaban a las diferentes unidades fluviales como nodrizas, patrulleras fluviales, remolcadores de río y elementos de combate fluvial, destacados en las respectivas regiones. Se recibieron los primeros botes Guardian de 22, 25, 26 pies a los que en la I.M colombiana se les llamo botes “piraña” y otros botes mas livianos botes “anguila” a través de los programas de ayuda de los Estados Unidos, equipados con dos motores fuera de borda de 175 caballos de fuerza y armados con una ametralladora M2 Browning cal 12.7mm en proa, cuatro ametralladoras M-60E4 a los costados estribor y babor,  un lanzagranadas MK19 en popa en el bote del comandante. Con estos nuevos botes se crearon nuevos  elementos de Combate Fluvial, compuestos por cuatro botes, incremento las capacidades de los elementos de combate fluvial para afrontar el incremento del poder de combate de los grupos narcoterroristas.
A comienzos de la década de los 90 se inicia un proceso de modernización y organización de los Elementos de Combate y de las Unidades Fluviales llevó a que las Fuerzas Fluviales de la Infantería de Marina de Colombia se convirtieran en una potencia mundial en cuanto a operaciones fluviales de combate se refiere. La Armada Nacional inició un programa de construcción de Patrulleras de Apoyo Fluvial con características y capacidades excelentes.
Al comenzar los años noventa, la Infantería de Marina contaba con 18 elementos de Combate Fluvial operando en buena parte de la red fluvial de Colombia, agregados operacionalmente a diferentes unidades del Ejército o de la Armada que tenían jurisdicción en cada región y bajo el mando Administrativo de la Fuerza Naval Fluvial. Se trataba de unidades tripuladas por infantes de Marina, administradas y apoyadas por mandos navales, dirigidas por mandos del Ejército y disgregadas en remotas regiones del país, lo que conllevaba muchas limitaciones y dificultades de apoyo logístico y administrativo.
A finales del año 1993 la Infantería de Marina logró que se autorizara la creación del Comando de Unidades Fluviales de I.M. (CUFIM), para así asumir el mando de todos los Elementos de Combate Fluvial y de los Puestos Fluviales Avanzados. A partir de julio de 1994 para mejorar la seguridad en las operaciones se empiezan a complementar los Elementos de Combate Fluvial con un bote de Mando y Control, con lo que se incrementa el poder de fuego y se optimiza el control y la coordinación.
En 1997 se creó y activó el Batallón Fluvial de I.M. N.º 51. Este Batallón reemplazó al Comando de Unidades Fluviales y agrupaba a los puestos fluviales avanzados, así como a todos los elementos de combate fluvial existentes en el País. La nueva organización permitió mayor eficiencia y eficacia en el control y soporte de los Puestos Fluviales y Elementos de Combate Fluvial, se incrementó en entrenamiento, se mejoró el nivel de alistamiento operacional y los resultados operacionales de los Elementos de Combate Fluvial. Este año se adquirieron 60 botes tipo Caribe, lo cual permitió crear 12 nuevos elementos de combate fluvial, alcanzando al finalizar la década de los 90 un total de 30 ECF. Se inicia así la implementación del Grupo de Combate Fluvial (GCF) integrado por una nodriza fluvial y un grupo de asalto fluvial GAF que desde el año 2021 se les llama Pelotón de Infantería de Marina (PIM) el cual esta unidad terrestre se encarga de realizar control en área terrestre realizando asalto anfibio desde las Patrulleras de apoyo fluvial (PAF), Botes de apoyo fluvial (BAF) y desde los mismos Elementos de combate fluvial realizando maniobras aplicando procedimientos tácticos fluviales de Inserción y extracción de personal; lo que permite recuperar el control en regiones que los narcoterroristas habían tomado bajo su dominio.
En junio de 1999, el Comando de la Armada aprobó la creación de la Brigada Fluvial de Infantería de Marina, fusionando la Fuerza Naval Fluvial y el Batallón Fluvial de I.M. N.º 51, con el propósito de colocar bajo una sola cabeza la dirección, organización y control de las embarcaciones pertenecientes a las antiguas Flotillas Fluviales y los elementos de combate fluvial que tenía la Infantería de Marina. En 2004, se crea la Segunda Brigada Fluvial de Infantería de Marina, reconvirtiendo a la Segunda Brigada de I.M. En 2009 se crea la Brigada Fluvial de I.M. n.º 3, para fortalecer la capacidad de la Armada Nacional en el sur del país, y negarle a los grupos narcoterroristas la oportunidad de reorganizarse para fortalecer sus estructuras y retomar su capacidad delictiva en esa región.

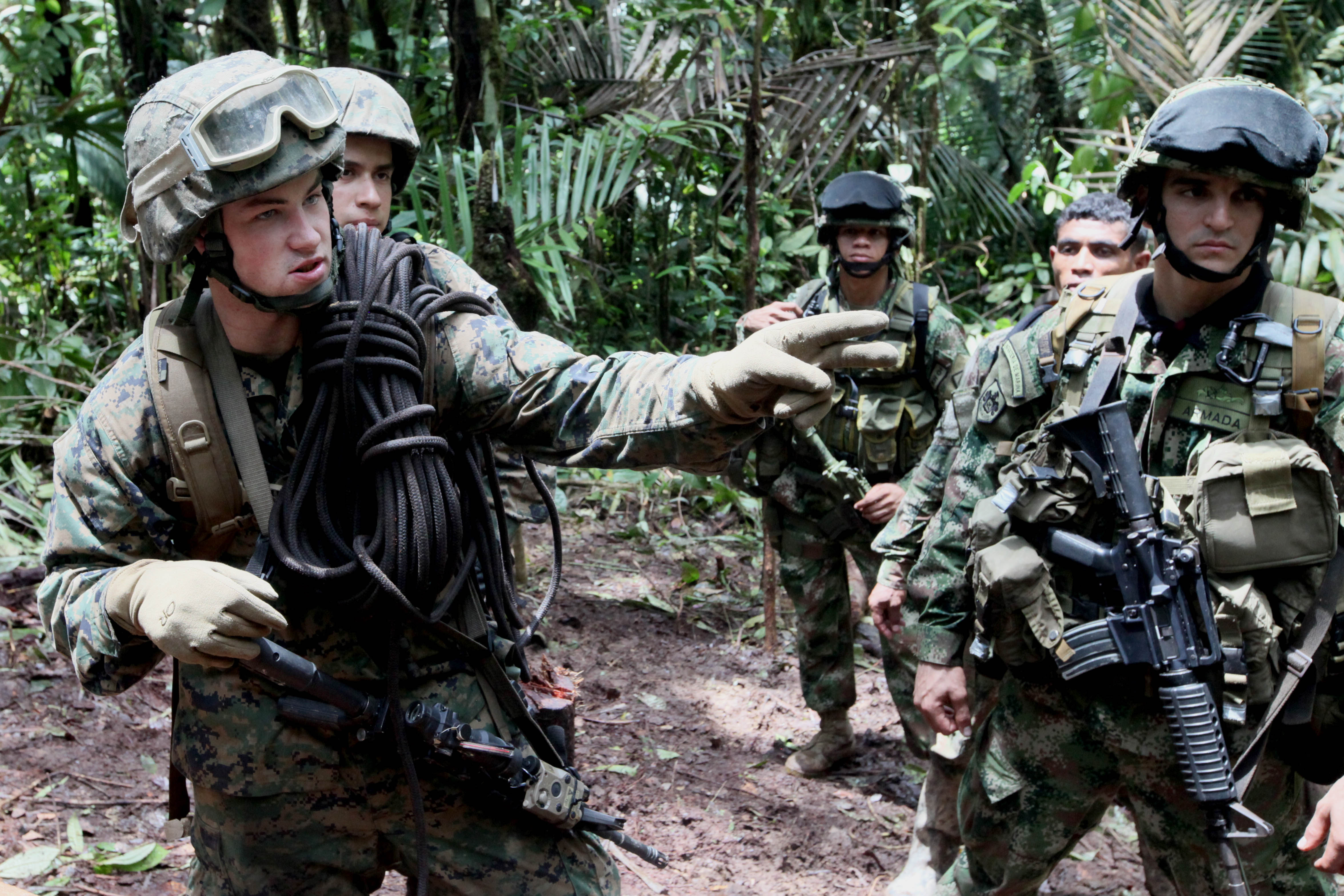
Entrenamiento conjunto de operaciones en la selva.

### Retos Futuros
Con el proceso de paz en Colombia la Infantería de Marina deberá encontrar nuevas misiones. Sus fuerzas navales y cinco brigadas de infantería podrían ver su tamaño reducido. Es probable que se trate de consolidar la experiencia ganada en sus unidades existentes, reduciéndolas a cambio de dejar las operaciones terrestres.
Entre los nuevos caminos para tener un papel en el proceso está asumir la labor de desminado. También para la situación postconflicto se busca tener un rol de asesoramiento a ejércitos de otros países y participar en operaciones de paz de Naciones Unidas. Si el presupuesto lo permite podría desarrollar más la capacidad anfibia de desembarco creando unidades expedicionarias especializadas. La Infantería de Marina colombiana ha demostrado ser una fuerza dinámica y flexible que se ha sabido ir ajustando a las realidades del momento para proyectar un futuro en qué cubrir necesidades operativas.

## Altos Mandos Reconocidos
El coronel Jorge Sánchez R., anterior comandante en jefe de la Infantería de Marina; por necesidades del servicio, pasa al Estado Mayor de las Fuerzas Militares de Colombia, y le siguió en el cargo el Brigadier General Elías Niño Herrera; quien con la dedicación, empeño y coraje que siempre lo caracterizaron, el general fue el precursor y desarrolló hacia el futuro los Comandos Anfibios en Colombia; constituyéndolos así las primeras unidades de Fuerzas Especiales de la Infantería de Marina colombiana en su historia, y en reconocimiento a su valioso esfuerzo es ascendido en el escalafón de mando al cargo.

## Alto Mando Actual
El actual Comandante de Infantería de Marina es el señor Brigadier General de Infantería de Marina Jorge Federico Torres Mora; quien en un comunicado oficial de la Armada Nacional fue nombrado Comandante de Infantería de Marina por parte del señor Almirante Francisco Hernán Cubides Granados, Comandante Armada Nacional el dia martes 23 de agosto del 2022 a las 11:30 de la mañana.Mora.SUCESOR
23 de noviembre de 2012
Con una ceremonia militar presidida por el Segundo Comandante de la Armada Nacional, Vicealmirante Ricardo Galvis Covo, se llevará a cabo hoy en las instalaciones de la Cuarta Brigada de Infantería de Marina, en el municipio de Tumaco, el relevo del Comandante de la Infantería de Marina.
En la ceremonia, que se realizará a las 3 de la tarde de hoy 23 de noviembre, asumirá el Brigadier General Héctor Julio Pachón Cañón, quien desde abril del 2011, se desempeñaba como Comandante de la Fuerza Naval del Sur, en Puerto Leguizamo (Putumayo).
Durante sus 30 años de carrera militar, el General Pachón ha ocupado entre otros, el cargo de Comandante de la Brigada Fluvial de Infantería de Marina n.º 2, en Buenaventura; Jefe del Departamento de Instrucción y Doctrina del Colegio Interamericano de Defensa en la OEA (Washington), Subdirector de la Escuela Naval de Cadetes “Almirante Padilla” y Jefe de Estado Mayor de la Fuerza de Tarea Conjunta “Omega”.
Por su parte, el comandante saliente, el Mayor General de Infantería de Marina Luis Gómez Vásquez, luego de comandar durante 4 años este componente de la Armada Nacional, ha sido designado como Jefe de Acción Integral Conjunta en el Comando General de las Fuerzas Militares, cargo que asumirá en los próximos días.
La ceremonia se realizará en Tumaco, municipio en el que a comienzos del año se activó la Fuerza de Tarea Contra el Narcotráfico “Poseidón”, Unidad de la Armada Nacional que continúa neutralizando toda la cadena de producción de estupefacientes sobre los litorales de los Departamentos de Nariño y Cauca.
El Señor Brigadier General Luis Gómez Vásquez y el Cabo Berruecos ascendió en junio de 2008 y el 25 de noviembre de 2009 asume como Comandante Cuerpo de Infantería de Marina.

## Efemérides y Fechas a recordar por el arma
- La Base de Entrenamiento de Infantería de Marina Nº 1; hoy Centro de Formación y Entrenamiento de la Infantería de Marina de Colombia; con sede en Coveñas en el departamento de Sucre, inicia labores en el año de 1975, incorporando los conscriptos para adelantar su instrucción básica, a través de los Batallones de Instrucción, posteriormente trasladándolos a las Unidades Tácticas de Infantería de Marina.

- El 26 de septiembre de 1970, dos meses antes de que se presentara la Operación "AQUILES" ante los Comandantes de las Fuerzas Militares de Colombia de la época, el Señor Capitán Jaime Arias Arango fallece a los 37 años de edad, en un lamentable accidente, al explotarle una mina submarina a 10 metros de profundidad. Sus compañeros consideraron que era un hombre digno de hacerle un reconocimiento heroico y por ello le erigieron un busto que se encuentra localizado en Cartagena, en un antiguo Batallón de Fuerzas Especiales, en Boca Grande.

- La Infantería de Marina llega a nivel de Unidad Operativa Mayor, el 15 de enero de 1984.

La presencia de la Infantería de Marina, se siente en la jurisdicción terrestre de la Armada Nacional, archipiélagos, islas, costas y arterias fluviales; desde entonces la Infantería de Marina ha tenido varios cambios acorde con la situación operacional y de orden público de Colombia.
- El 22 de diciembre de 1997 y mientras se hacía la visita navideña, el helicóptero en el que transportaba un personal de la Armada Nacional al levantar el vuelo en Bahía Solano, se precipita a tierra perdiendo la vida todos sus ocupantes. Allí fallece el Sr. Brigadier General Luis Gutiérrez Calderón Comandante de la Segunda Brigada de Infantería de Marina, quien estaba cerca de reemplazar al entonces Comandante de la Infantería de Marina Brigadier General Eduardo Peñuela. Su muerte causó gran pena e hizo retornar a los Almirantes como Comandantes de la especialidad, por unos años más.

## Guerras y conflictos en los que ha participado
- Guerra de Independencia de Colombia
- Conflicto armado en Colombia

## Organización

### Brigadas

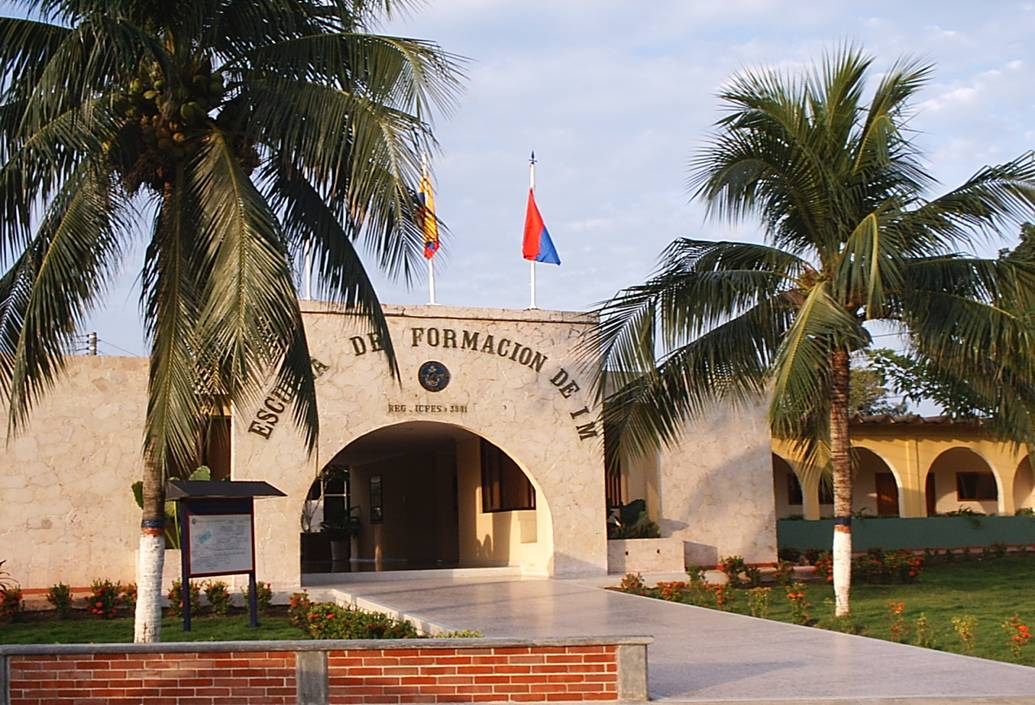
Base de Entrenamiento de Infantería de Marina, en Coveñas.

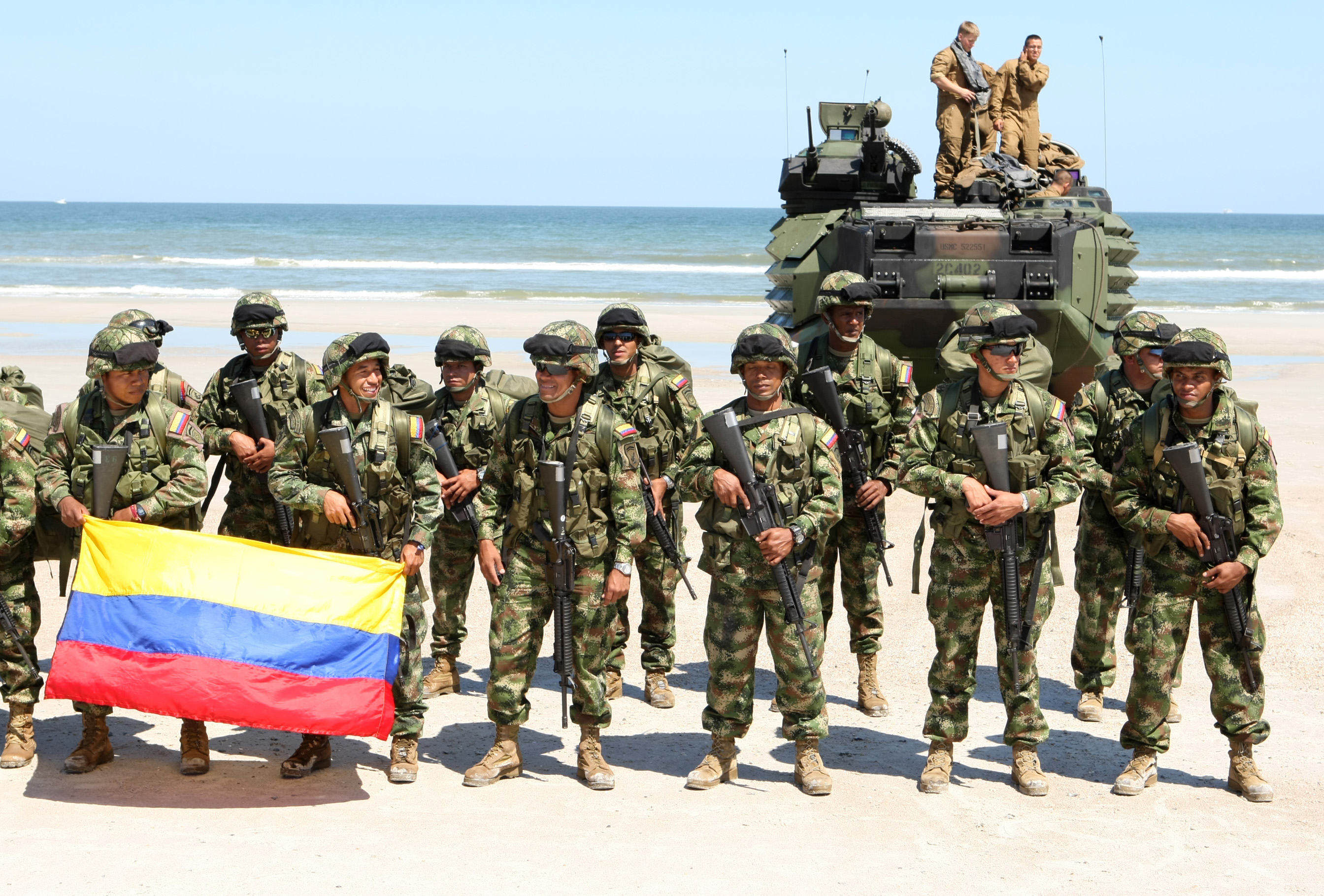
Infantes colombianos participando en maniobras en EE. UU..

La Infantería de Marina cuenta con cinco Brigadas, un Comando de Apoyo Logístico, una Base de Entrenamiento Militar  y tropas especializadas, entre ellas el Batallón de Fuerzas Especiales, dos Agrupaciones de Fuerzas Especiales Urbanas (AFEUR), tres Grupos de Antisecuestro y Extorsión (GAULAS). Asimismo cuenta con una Agrupación de Explosivos y Desminado,  una unidad de Gestión de Riesgos y Desastres, un Batallón de Movilidad, la Unidad Especial de Transporte y con vehículos de apoyo fluvial y marítimo tipo Hovercraft. 
Las cinco brigadas son las siguientes: 
Brigada de Infantería de Marina No. 1 (BRIM1), Dependiente de la fuerza Naval de Caribe, con sede en Corozal (Sucre). Destinada a operaciones fluviales en los ríos de su zona de operaciones (río Magdalena, río Atrato) y costa del Caribe, así como responsabilidad terrestre en algunas áreas de los departamentos de Bolívar, Sucre y Córdoba distribuido de la siguiente manera. 
- Batallón de Infantería de Marina Nº11 (San Andrés Islas)
- Batallón de Infantería de Marina Nº12 (Cartagena, Bolívar)
- Batallón de Infantería de Marina Nº13 (Malagana, Bolívar)
- Batallón de Infantería de Marina Nº14 (Corozal, Sucre)
- Batallón Fluvial de Infantería de Marina Nº16 (Turbo, Antioquia)
- Batallón Fluvial de Infantería de Marina Nº17 (Magangué, Bolívar)
- Grupo de Acción Unificada por la libertad (GAULA) - Sucre (Sincelejo, Sucre)
- Grupo de Acción Unificada por la libertad (GAULA) - Bolívar (Cartagena, Bolívar)

Brigada de Infantería de Marina No. 2 (BRIM2), con sede en la ciudad de Buenaventura (Valle del Cauca).  Protege la jurisdicción colombiana en la costa del Pacífico, desde Panamá hasta Ecuador.
- Batallón de Asalto Fluvial de IM N°1 (Buenaventura - Valle)
- Batallón de Asalto Fluvial de IM N°3 (Bahía Solano - Chocó)
- Batallón de Asalto Fluvial de IM N°4 (Bahía Málaga - Valle)
- Batallón Fluvial de IM N°10 (Guapi - Cauca)
- Batallón Fluvial de IM N°70 (Tumaco - Nariño)
- Batallón Fluvial de IM N°80 (Buenaventura - Valle)
- Batallón de Comando y Apoyo de Infantería de Marina N°3 (Buenaventura - Valle)

Brigada de Infantería de Marina No. 3 (BRIM3), con sede en Puerto Leguizamo (Putumayo). Asignado a la Fuerza Naval del Sur está destinada a operaciones fluviales que contribuyan al esfuerzo principal de neutralizar los corredores de movilidad logísticos de las organizaciones enemigas que empleen los ríos de su zona de operaciones (ríos Putumayo y Caquetá), esto es la frontera con Ecuador y Perú.
- Batallón Fluvial de IM Nº60 Puerto Leguizamo - Putumayo
- Batallón Fluvial de IM Nº90 Tres Esquinas - Caquetá
- Batallón Fluvial de IM Nº100 Barrancón - Guaviare
- Batallón de Asalto Fluvial de IM N°2 Tres Esquinas - Caquetá

Brigada de Infantería de Marina No. 4 (BRIM4), con sede en Tumaco (Nariño). Asignada a la Fuerza Naval del Pacífico está encargada de controlar los corredores fluviales, desde Punta Coco en el Cauca hasta la desembocadura del Río Mataje en la frontera con Ecuador.
- Batallón de Comando y Apoyo de Infantería de Marina
- Batallón de Infantería de Marina
- Batallón de Infantería de Marina
- Batallón de Infantería de Marina
- Batallón de Infantería de Marina
- Batallón Fluvial de IM
- Batallón Fluvial de IM
- Batallón de Asalto Fluvial de Infantería de Marina

Brigada de Infantería de Marina No. 5 (BRIM5), con sede en Puerto Carreño (Vichada). Asignada a la Fuerza Naval del Oriente y la Base Naval de la Orinoquia, unidad destinada a reforzar la seguridad en las zonas adyacentes a los ríos de la frontera con Venezuela y Brasil.
- Batallón Fluvial de IM - Puerto Inírida
- Batallón Fluvial de IM - Puerto Carreño
- Batallón Fluvial de IM - Arauca
- Flotilla Fluvial del Oriente
  - 12 Elementos de Combate Fluvial Pesados (ECFP)
  - 7 Elementos de Combate Fluvial Livianos (ECFL)
  - 5 Puestos Fluviales Avanzados (PAF)
  - 7 Estaciones Móviles de Apoyo Fluvial (EMAF)

Brigada de Fuerzas Especiales de Infantería de Marina (BAFEIM) (o Batallón Fuerzas Especiales de Infantería de Marina)
- Agrupación de Fuerzas Especiales Antiterroristas Urbanas de Infantería de Marina n.º 1 (AFEAUR-IM) - Región Caribe - Atlántico
- Agrupación de Fuerzas Especiales Antiterroristas Urbanas de Infantería de Marina n.º 2 (AFEAUR-IM) - Región del Pacífico
- Grupo de Comandos Especiales de Infantería de Marina n.º 1
- Grupo de Comandos Especiales de Infantería de Marina n.º 2
- Grupo de Comandos Especiales de Infantería de Marina n.º 3

Base de Entrenamiento de Infantería de Marina (BEIM), con sede en Coveñas (Sucre)
Dentro de cada Brigada de Infantería de Marina (BRIM) se organizan en Batallón Fluvial de Infantería de Marina (BFLIM) y Batallón de Infantería de Marina (BIM). El peso de las operaciones fluviales se ha hecho evidente. Se ha pasado de contar con 18 elementos de Combate Fluvial disgregados en diferentes comandos a las Unidades Fluviales actuales que cuentan con 3 Brigadas Fluviales, que cuentan con 16 batallones. Con ellas la I.M. es capaz de asignar soldados a:
- 60 Elementos de Combate Fluvial Pesados (ECFP)
- 27 Elementos de Combate Fluvial Livianos (ECFL),
- la flota de Patrulleras de Apoyo Fluvial (PFA) y patrulleras fluviales rápidas.

### Grupo de Combate Fluvial
El GCF es una organización para el combate, constituido por unidades Fluviales y tropas de Infantería de Marina, que se sale de todo sistema regular y ortodoxo; equivalente a una compañía, por su conformación, capacidades y equipo, se considera una fuerza especial en el desarrollo de operaciones fluviales, tienen la capacidad para desarrollar operaciones fluviales prolongadas, estas se conforman de las siguientes unidades fluviales y unidades de apoyo de otras fuerzas así:
- Componente aéreo: helicópteros y aviones de la Aviación Naval y a veces de la Fuerza Aérea Colombiana.
- Componente terrestre: soldados de las brigadas móviles del Ejército de Colombia y Pelotones de I.M
- Componente naval: Grupo de Combate Fluvial compuesto por Buques de guerra fluvial tropas de I.M. y lanchas rápidas de la Armada de Colombia.

Las unidades navales son muchas veces operadas por infantes de marina. Estos buques hacen posible el transporte de tropas y que operen de modo autónomo durante un largo periodo de tiempo. En los Grupos de Combate Fluvial pesados puede contarse con:
- Cañonero Fluvial (CF).
- Patrullera de Apoyo Fluvial Pesado (PAFP)
- Patrullera de Apoyo Fluvial de II generación (PAF-II)

Los Grupos de Tarea Fluvial liviana incluyen: 
- Patrullera de apoyo fluvial liviana (PAFL)
- Patrulleras Fluviales de I generación (PAF-I).
- Lancha Patrullera Rápida (LPR40).

También se cuenta con unidades de apoyo: Remolcadores Fluviales (RF), Elemento de Combate Fluvial Pesado (ECFP) y Elemento de Combate Fluvial Liviano (ECFL), Elementos de Combate Fluvial de Bajo Calado (ECFBC) Botes de Apoyo Fluvial (BAF) y Estación Móvil de Apoyo Fluvial (EMAF).

### Especialidades
Los Oficiales y Suboficiales complementan su especialidad de combate con algunas diferencias a las de las armas del ejército; que en cuanto a funciones son similares, pero abarcan menores cargas y labores dentro del arma de combate a la que pertenezcan, para así dar apoyo y servicio dentro de la institución dentro de los requerimientos operacionales de la misma.

#### Infantes de Marina Profesionales
Los infantes de marina profesionales realizan curso en la Base de Entrenamiento de I.M, el cual tiene una duración de 6 meses y se especializan en:
- Tirador Escogido
- Básico de Asalto anfibio de I.M
- Rastreador
- Morterista
- Piloto de bote de combate Fluvial
- Artillero de bote de combate fluvial
- Operador de Lanzagranadas MK19, M203, MGL
- Enfermero de Combate
- Guía Canino
- NASCAIM
- Artes marciales mixtas
- Detector de explosivos
- Operador de vehículos tácticos

Cuando culminan su curso para infante de marina profesional, en sus unidades son enviados a realizar cursos de combate y de apoyo:
- Paracaidista
- Tirador de alta precisión
- Buzo táctico
- Medusa
- Técnico en explosivos
- Técnico en motores fuera de borda
- Técnico en motores Diesel
- Técnico en poliéster reforzado y fibra de vidrio
- Combustible y lubricantes
- Inteligencia naval militar
- Comunicaciones
- Protección dignatario

#### Infantes de Marina de 18 meses y 12 meses
Los infantes de Marina Regulares tienen una especialidad de combate la cual ejercen durante los 15 meses siguientes de su servicio militar.
- Radio Operador
- Fusilero (Aparece en la Libreta Militar)
- Operador de Lanzagranadas MGL
- Morterista
- Amunicionador de Ametralladora
- Socorrista de Combate

### Fuerzas Especiales
En 1967 se decidió la creación de los Comandos Anfibios o Grupos Especiales de La Armada cuya misión es la de ejecutar operaciones de comandos en apoyo de operaciones navales, terrestres, aéreas o de contrainsurgencia con el propósito de facilitar el logró de objetivos tácticos y estratégicos.
En el año de 1972 comenzaron a operar los comandos submarinos.
En 1979 se creó el grupo de fuerzas especiales reemplazando al grupo de comandos (GRUCA). Esta unidad depende del Comando de Operaciones Especiales de la Armada Nacional.
Debido al conflicto armado que ha vivido Colombia durante las dos últimas décadas las Fuerzas Especiales estuvieron orientadas a reforzar en medios, equipos y personal a los sus componentes fluviales y terrestres de la I.M. en la lucha contrainsurgente y antiterrorista.

#### Buzos Tácticos de Combate
Su función es infiltrarse sin ser percibidos en las zonas costeras y ribereñas, y realizar tareas como reconocimiento, sabotaje y destrucción de objetivos de valor estratégico. La Unidad de Comandos Submarinos fue creada en 1972, siendo formada por personal de Infantería de Marina con especialidad de Comandos Anfibios y Comandos Submarinos. Esta unidad no pertenece a las fuerzas especiales sino que la Infantería de Marina cede a sus integrantes en comisión a la flotilla de submarinos de quien dependen directamente. Desde 1974 se encargan de la formación y entrenamiento de los Buzos Tácticos de Combate en Colombia.
Esta unidad ha realizado operaciones militares en el entorno marino: velar por la seguridad a las tuberías de oleoductos, inspecciones subacuáticas antinarcóticos, Operaciones combinadas de interdicción marítima, operaciones de infiltración vigilancia en el área del golfo de Morrosquillo, Operaciones de búsqueda y rescate, operaciones de allanamiento con Fiscalía y Fuerzas Especiales, operaciones antinarcóticos a bordo de unidades de la Fuerza Naval del Caribe y operaciones de Interdicción Marítima y Fluvial en apoyo a unidades de Guardacostas.

#### Brigada de Comandos Anfibios
La Brigada de Comandos constituye las fuerzas especiales que forman el Batallón Non Plus Ultra, también conocido como BAFEIM (Batallón Fuerzas Especiales Infantería de Marina). Fue fundada en 1966, con el apoyo de instructores americanos SEAL y desde entonces el nombre de comando anfibio se les da a los integrantes del BFEIM.
Sus misiones principales son las de reconocimiento y acción directa, trabajando para el mando de operaciones conjunto compuesto por fuerzas especiales de ejército, armada y fuerza aérea. 
La mayoría de los comandos está entre los 20 y 30 años de edad, pero también se cuenta con otros integrantes más antiguos, pues la experiencia es muchas veces de vital importancia para las difíciles misiones que deben cumplir.
La Agrupación de Fuerzas Especiales se transformó en Batallón en los años 80 y sus Comandos Fluviales se destinaron a las cuencas del Guaviare, el Meta y el Orinoco con el fin de reconquistar el control de estos ríos.

##### Selección
No todos los infantes, suboficiales y oficiales que son candidatos pueden ser Fuerzas Especiales así que la selección es dura y exigente para filtrar a los candidatos que muestran estar a toda prueba y cuya moral sea inquebrantable. Los comandos deben mantenerse siempre tranquilos en condiciones adversas, sobre todo bajo el agua. De allí la importancia de trabajar el aspecto psicológico de los candidatos para que puedan superar barreras de estrés mental y físico; lograr cumplir con éxito misiones de escape y evasión; no perder la orientación en largas distancias; salir airosos en combate mano a mano, con armas y afrontar emergencias, entre ellas las médicas.
El proceso de selección se inicia con un examen psicológico para establecer el perfil del aspirante. Si pasa esa prueba, entonces ingresa al curso para operaciones especiales. El curso de entrenamiento es un año de continuo trabajo, sin descanso, para llegar a ser comando, cumpliendo todos los perfiles requeridos: el psicológico, el físico e intelectual elevados, necesarios por las características de las misiones a las que se deben enfrentar. Al final del curso se escogen a los mejores hombres de cada curso de infantes, de suboficiales y de oficiales. 

##### Entrenamiento
Como estos grupos operan en unidades reducidas pero altamente especializadas, sus integrantes deben estar preparados para afrontar las más diversas situaciones dentro del conflicto armado. Cada uno tiene una especialidad concreta: navegador, armas y francotirador, manejo de explosivos y destrucciones, transmisiones y sanidad. La idea es que una pequeña unidad pueda no sólo llevar a cabo misiones de reconocimiento y vigilancia especial, sino de acción directa sobre el enemigo, reconocimiento hidrográfico, demoliciones submarinas y misiones de combate en ambiente marítimo. Igualmente tienen que estar en capacidad de abordar cualquier tipo de objetivo hostil o hacer misiones de Inteligencia para adquirir información específica, precisa y oportuna de relevancia estratégica, operacional o táctica.
El entrenamiento es completo en técnicas de combate, paracaidismo militar y de salto libre así como buceo. Se prepara al soldado para operaciones aerotransportadas, terrestres y marítimas especiales. Además, se debe contar con cinco niveles de artes marciales y los cinco niveles de  supervivencia de combate en el agua; cursos de tiro con fusil y pistola, combate en el agua y superar un curso de Fuerzas Especiales navales-terrestres.  El entrenamiento incluye:
- Curso de Buzo Táctico, para estar capacitado para infiltraciones  por mar, lagos y ríos. Debe estar en capacidad de hacer recorridos de hasta doce kilómetros sin ser detectado.
- Curso de combate, busca reproducir la tensión de la guerra para así así cribar a los candidatos con carácter, resistencia y capaces de superar esfuerzos físicos y mentales de alta complejidad.

Tras el exigente entrenamiento se busca que cada unidad, integrada por cuatro, cinco, seis u ocho comandos, pueda permanecer inadvertida dentro de un área de operaciones, pues solo así puede ser exitosa en una misión de espionaje, ubicación de un objetivo o ataque sorpresa a un objetivo de alto valor.
En estos equipos de Fuerzas Especiales se cuenta con francotiradores que deben estar en capacidad de acertar y abatir un blanco u objetivo de alto valor aun en las peores condiciones. El tiro debe ser perfecto y en fracción de segundos. El francotirador debe ser experto en tareas de camuflaje. También cumplen tareas de reconocimiento y vigilancia.
Los comandos anfibios se entrenan periódicamente con Fuerzas Especiales de otros países: entrenamiento regular con los Navy SEAL americanos, instrucción puntual recibida del SBS británico, cursos de lucha en la selva en la Guyana francesa.

### Fuerza Naval Fluvial
Los especialistas en combate fluvial también pasan por un duro entrenamiento de nueve semanas en el Centro Internacional de Excelencia Avanzada Fluvial (CIEAF), creada exprofeso para el entrenamiento en operaciones en las diferentes arterias fluviales colombianas. Colombia ha entrenado en Operaciones Fluviales también a infantes de marina de otros países americanos y África, habiéndose convertido en el referente regional en operaciones fluviales.
- Las dos primeras semanas se centran en introducción a las operaciones fluviales el cual se les instruirá todo lo que verán en el curso conocimiento de unidades fluviales, pilotaje y mecánica de motores de los botes de combate, técnicas de primeros auxilios de combate y manejo de armamento en entorno fluvial. Esto incluye nadar con el equipo a cuestas y el fusil en la mano, supervivencia de combate en el agua.
- Al final de la segunda semana los candidatos se les evalúa las instrucciones ya vistas el cual sirven para fortalecer sus habilidades.
- En las siguientes semanas sigue el entrenamiento y formación en manejo de botes, armamento y tácticas, Derechos Humanos, legislación fluvial, mecánica de motores, entrenamiento físico, uso del equipo de radar y visión nocturna, formaciones diurnas y nocturnas de lanchas, inserción y extracción de tropas, ejercicios de acción inmediata, seguridad a bordo, planeamiento de las operaciones fluviales, operaciones fluviales, aplicación de procedimientos tácticos y técnicos fluviales acuerdo "Manual de tácticas y técnicas fluviales".
- Al terminar el curso, se realiza aplicación de todo lo visto durante el curso en una operación simulada y controlada el cual el alumno desarrollara de manera nivel comandante de elemento y de botes para toma de decisiones y aplicación de los procedimientos tácticos fluviales.

Desde 1971 la Infantería de Marina, a iniciativa del Mayor Alejandro Pimiento, ha tomado la lucha fluvial entre sus competencias. En aquel año se creó una flotilla de cinco botes armados en el río Putumayo, denominada flotilla avispa. Posteriormente se creó otros destacamento en Puerto Carreño y en Puerto Galán.
Actualmente el componente básico de acción de lucha fluvial son los Elementos de Combate Fluvial (ECF), que pueden ser pesados o livianos dependiendo del tamaño de las embarcaciones que operan. El Elemento de Combate Fluvial de la Infantería de Marina consta de un bote de mando y tres botes tácticos. 
- Bote de Comando y Control (BCC): El bote de mando lleva una ametralladora lanzagranadas mk19 con granadas de 40/53mm, además de ametralladoras ligeras en las bandas. Adicionalmente el bote de mando lleva mejor electrónica, como por ejemplo un radar de navegación, GPS y comunicaciones más potentes.
- Los botes tácticos (BT) son las embarcaciones de combate y llevan una ametralladora Browning M2 de Cal 12,7mm en la proa y cuatro ametralladoras Cal 7,62mm en los costados. Con el entrenamiento cualquiera de los tripulantes está capacitado para cubrir el puesto de otro que haya sido baja en combate, y así poder enfrentar emboscadas.
- Además de esto el ECF incluye PAF pesadas o livianas que actúan de nodrizas y el Pelotón de Infantería de Marina (PIM), destinado a intervenir en tierra o a reforzar con sus armas individuales la potencia de fuego de los botes. El PIM lo constituye una compañía completa de tropas de Infantería de Marina con un entrenamiento especial.[17][18]

## Equipamiento

### Vehículos de transporte y multitareas
| Vehículo                      | Foto | Tipo de Vehículo                      | Cantidades   | Tipo de Rodadura  | Estado                                                    | Origen         |
| ----------------------------- | ---- | ------------------------------------- | ------------ | ----------------- | --------------------------------------------------------- | -------------- |
| Aerodeslizador Griffon 2000TD |      | Ataque y Transporte de Carga/Personal | 8 unidades   | Aerodeslizador    | En servicio                                               | Reino Unido    |
| M35 2-1/2 ton cargo truck     |      | Transporte de Carga/Personal          | Más de 200   | Ejes sobre Ruedas | En Servicio                                               | Estados Unidos |
| HUMVEE                        |      | Campero de peso mediano               | 200 unidades | Ejes sobre Ruedas | transporte de alta movilidad Asaltó en playas en servicio | Estados Unidos |
| M939 Cargo truck 5-Ton        |      | Transporte de Carga/Personal          | Más de 50    | Eje sobre Ruedas  | Transporte de asalto de las tropas en Servicio            | Estados Unidos |
| INTERNATIONAL MV 7400         |      | Transporte de Carga/Personal          | 46           | Ejes sobre Ruedas | Transporte de asalto de las tropas en Servicio            | Estados Unidos |

### Armamento en uso

#### Fusiles de Asalto
| Arma                      | Foto | Tipo de Arma                       | Rango de Alcance                              | Calibre(s)        | Estado del Arma | Estado                           | País de Origen   |
| ------------------------- | ---- | ---------------------------------- | --------------------------------------------- | ----------------- | --- | -------------------------------- | ---------------- |
| Fusil Galil ACE           |      | Fusil de Asalto y Fusil de Combate | 300 m - 1,8 km (5,56 mm)/600 - 3 km (7,62 mm) | 5,56 mm /7,62 mm  | En Pruebas de Tiro, fabricado por INDUMIL, entre 200 a 3000, próximamente arma reglamentaria de la Fuerza Pública Colombiana | En Uso                           | Colombia         |
| Fusil M-16                |      | Fusil de Asalto                    | 300 m - 1,8 km (5,56 mm)                      | 5,56 mm           | Arma de dotación de la tropa, obtenida por el auxilio del Plan Colombia                                                      | En Uso                           | Estados Unidos   |
| Fusil IMI Galil SAR       |      | Fusil de Asalto                    | 300 m - 1,8 km (5,56 mm)                      | 5,56 mm           | Arma de Dotación Reglamentaria, Será reeplazada por el Primer Arma de la Lista                                               | En Uso y en Proceso de Reemplazo | Israel/ Colombia |
| Fusil Táctico M4A1        |      | Fusil de Combate y Asalto Urbano   | 300 m - 1,8 km                                | 5,56 mm           | Fusil estándar de las fuerzas especiales                                                                                     | En Uso                           | Estados Unidos   |
| Fusil Táctico M4A2        |      | Fusil de Combate y Asalto Urbano   | 300 m - 1,8 km                                | 5,56 mm           | Fusil estándar de los grupos GAULA del país                                                                                  | En Uso                           | Estados Unidos   |
| Ametralladora ligera M249 |      | Ametralladora ligera               | 300 m - 1,8 km                                | 5,56 mm           | Ametralladora de grupos especiales                                                                                           | En Uso                           | Estados Unidos   |
| Ametralladora M240B       |      | Ametralladora de propósito general | 800 m - 2km                                   | 7,62 × 51 mm OTAN | Ametralladora estandar | En Uso                           | Estados Unidos   |
| Ametralladora M60         |      | Ametralladora de propósito general | 800 m - 2km                                   | 7,62 × 51 mm OTAN | Ametralladora estandar | En Uso                           | Estados Unidos   |

#### Morteros
| Arma                   | Foto | Tipo de Arma | Rango de Alcance Efectivo | Estado | Origen            |
| ---------------------- | ---- | ------------ | ------------------------- | ------ | ----------------- |
| Mortero calibre 60 mm  |      | Mortero      | 500 m - 1,8 km            | En Uso | Colombia · Israel |
| Mortero calibre 81 mm  |      | Mortero      | 700 m - 2,4 km            | En Uso | Israel            |
| Mortero calibre 120 mm |      | Mortero      | 900 m - 3 km              | En Uso | Israel            |

#### Lanzagranadas
| Arma                     | Foto | Tipo de Arma  | Rango de Alcance                 | Estado | Origen               |
| ------------------------ | ---- | ------------- | -------------------------------- | ------ | -------------------- |
| Lanzagranadas Milkor MGL |      | Lanzagranadas | 400m a 800m Campo de tiro Eficaz | En Uso | Sudáfrica · Colombia |

## Personal
La Infantería de Marina Colombiana cuenta con aproximadamente 22.000 efectivos, entre oficiales e Infantes, siendo el cuerpo de mayor tamaño dentro de la Armada Colombiana.

### Grados e Insignias
Los grados y jerarquía de los Oficiales y Suboficiales del Ejército Nacional, se aplicarán también a los Oficiales y Suboficiales del Cuerpo de Infantería de Marina de la Armada Nacional.